# Дермер, Рон
Рон Дермер (англ. Ron Dermer, род. в 1971 году, Майами-Бич, Флорида, США) — израильский министр стратегического планирования. С 2009 по 2013 год занимал пост советника премьер-министра Израиля Биньямина Нетаньяху по внешнеполитическим вопросам, а с 2013 по 2021 год был послом Израиля в США.

## Биография
Рон Дермер родился в семье Джея и Шарлотты Дермер в Майами-Бич, штат Флорида. Его отец, Джей Дермер, был мэром города и играл активную роль в местной еврейской общине. С детства Рон был окружён сионистскими идеями и интересовался политикой, что повлияло на его дальнейшую карьеру. Получив степень бакалавра в области финансов и менеджмента в Университете Пенсильвании, он продолжил обучение в Оксфордском университете, где получил степень магистра философии, политики и экономики. 
В 1996 году Дермер репатриировался в Израиль, где начал свою карьеру как журналист и политический консультант. Благодаря его американскому происхождению и политическим контактам в США, он занял важную роль в команде премьер-министра Израиля Биньямина Нетаньяху.

## Политическая карьера
Рон Дермер начал свою карьеру в израильской политике в качестве советника премьер-министра Израиля Биньямина Нетаньяху по внешнеполитическим вопросам. Он сыграл ключевую роль в отношениях Израиля с администрацией президента США, а также участвовал в подготовке важных внешнеполитических решений, включая иранский ядерный вопрос и дипломатические усилия Израиля в регионе.
В 2013 году Дермер был назначен послом Израиля в США, где его работа была высоко оценена за укрепление американо-израильских отношений, особенно при президенте Дональде Трампе, во время подписания Соглашений Авраама. При этом его тесные связи с Республиканской партией вызвали критику со стороны некоторых членов Демократической партии США. Он покинул пост в 2021 году.
В 37-м правительстве Израиля Дермер занял пост министра стратегического планирования.
Во время войны Израиля с ХАМАС, последовавшей за вторжением ХАМАС в Израиль в 2023 году, Рон Дермер вошёл в качестве наблюдателя в узкий Военный кабинет.

## Личная жизнь
Рон Дермер женат на Роде Дермер, выпускнице Йельской школы права. У них пятеро детей.